# Sarmayeh Bank (volley-ball)
Le Sarmayeh Bank est club iranien de volley-ball fondé en et basé à Téhéran qui évolue pour la saison 2015-2016 en Championnat d'Iran. Le club a été fondé en 2015.